# Bässholmen, Lovisa
Bässholmen är en ö i Finland. Den ligger i Finska viken och i kommunen Lovisa i den ekonomiska regionen  Lovisa i landskapet Nyland, i den södra delen av landet. Ön ligger omkring 75 kilometer öster om Helsingfors.
Öns area är 3,4 hektar och dess största längd är 310 meter i sydöst-nordvästlig riktning.